# Гилёв, Сергей Анатольевич
Сергей Анатольевич Гилёв (род. 12 октября 1979, Ижевск, РСФСР, СССР) — российский киноактёр, в прошлом — журналист, блогер.

## Биография
После школы некоторое время учился в Ижевской сельхозакадемии и на журфаке РГГУ, но оба института бросил.
Работал радио-диджеем в Ижевске. Затем перебрался в Москву, где первое время работал грузчиком. Начал заниматься интернет-проектами, развивал блогерскую платформу «Трибуна» на портале  Sports.ru, 5 лет руководил соцсетями образовательного сайта «Мел».
В 2012 году окончил курс по профессии «Актёр драматического театра и кино» «Школы драмы Германа Сидакова». Участвовал в нескольких театральных постановках, снимался в небольших ролях, продолжая работать в интернет-маркетинге.
Полностью посвятил себя съёмкам в кино в 2020 году после успеха сериала Эдуарда Оганесяна «Чики», где сыграл второстепенную, но яркую роль.
Художник-любитель, пишет картины акрилом и маслом. Выставлялся и продавал свои работы в Нью-Йорке.

## Личная жизнь
Жена — Екатерина Дмитриева, редактор. Свадьба состоялась в 2021 году. В 2022 году у пары родился сын.

## Фильмография
| Год  |   | Название                              | Роль                                         |
| ---- | - | ------------------------------------- | -------------------------------------------- |
| 2017 | с | Полицейский с Рублёвки в Бескудниково | жених Вики                                   |
| 2018 | с | Глаза в глаза                         | Андрей Боровко                               |
| 2019 | с | Детективный синдром                   | охранник ювелирного магазина                 |
| 2020 | с | Пассажиры                             | Кирилл                                       |
| 2020 | с | Чики                                  | Данила                                       |
| 2021 | ф | Этерна. Часть первая                  | отец Герман                                  |
| 2021 | с | Контакт                               | Макар                                        |
| 2021 | ф | Нуучча                                | Костя                                        |
| 2021 | с | Пищеблок                              | Руслан Максимович Захваткин, физрук — завхоз |
| 2021 | с | Последний министр-2                   | Егор Фёдорович Баранов                       |
| 2021 | с | Содержанки-3                          | Фёдор Квитко, следователь прокуратуры        |
| 2021 | с | Хрустальный                           | Головченко                                   |
| 2021 | с | Триггер-2                             | следователь                                  |
| 2022 | ф | Первый снег                           | Рома                                         |
| 2022 | ф | 1941. Крылья над Берлином             | Выдрин                                       |
| 2022 | с | Аврора                                | Лапшин                                       |
| 2022 | с | Пассажиры. Последняя любовь на Земле  | Кирилл                                       |
| 2022 | ф | Хочу замуж                            | Роберт Морозов                               |
| 2022 | с | Шаман                                 | Олег                                         |
| 2022 | с | Чёрная весна                          | Станислав Кудинов, бизнесмен                 |
| 2023 | с | Фишер                                 | Геннадий Мальцев                             |
| 2023 | с | Смерть манекенщицы                    | Борис Лещинский                              |
| 2023 | ф | Голова-жестянка                       | Карин                                        |
| 2023 | с | Актрисы                               | Степан                                       |
| 2023 | ф | Кентавр                               | Ковалёв                                      |
| 2023 | ф | Пациент №1                            | Молодой                                      |
| 2024 | с | Выжившие                              | Риналь                                       |
| 2024 | с | Внутри убийцы                         | Кирилл Львов                                 |
| 2024 | с | Дети перемен                          | Генрих Иванович                              |
| 2024 | с | Фарма                                 | Альпачино                                    |
| 2024 | с | 13 клиническая. Начало                | Глеб Алексеевич                              |
| 2025 | ф | Пророк. История Александра Пушкина    | Александр Христофорович Бенкендорф           |
|      | ф | Декабрь                               | Вольф Иосифович Эрлих                        |